# 民訴裁判所主席裁判官

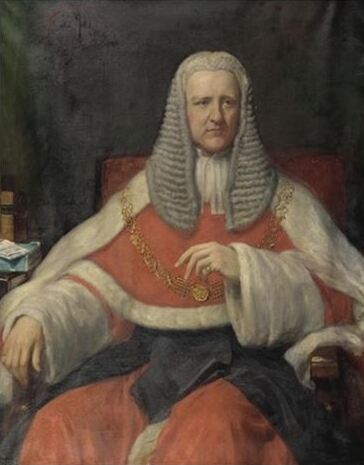
最後の民訴裁判所主席裁判官である初代コールリッジ男爵ジョン・コールリッジ、イーデン・アップトン・エディス画。

民訴裁判所主席裁判官（みんそさいばんしょしゅせきさいばんかん、英: Chief Justice of the Common Pleas）は、イングランド民訴裁判所の長。

## 解説
イングランド民訴裁判所はイングランドおよびウェールズのコモン・ロー裁判所の1つであり、主に庶民間の訴訟を担当し、1090年代に成立した。複数の裁判官が裁判を担当したが、やがてそのうちの1人が上席、すなわち主席裁判官とみなされるようになり、最初にそのように呼称される人物は1190年から1207年まで民訴裁判所の裁判官を務めたサイモン・オブ・パティスホールである。王座裁判所（1234年設立）との役割分担は最初期には明らかではなかったが、1237年の裁判ではすでに王座裁判所と民訴裁判所の管轄が分けられている様子（弁護側が「民訴裁判所の管轄であるため、王座裁判所の管轄外である」と主張した）がみられ、1272年には完全に分離した。この年には両裁判所の裁判記録が分離し、民訴裁判所主席裁判官が正式に任命されるようになった。序列では王座裁判所のほうが上であり、民訴裁判所で判決がなされた事件を王座裁判所に控訴することができた。
以降数世紀にわたって主席裁判官が任命され、清教徒革命など戦乱により裁判が開かれない時期でも任命が続けられた。
1873年裁判所法により裁判制度が改革され、民訴裁判所は1875年に王座裁判所、大法官府裁判所、財務裁判所とともに高等法院に統合され、それぞれ同法院の民訴部、王座部、大法官府部、財務部となった。最後の民訴裁判所主席裁判官である初代コールリッジ男爵ジョン・コールリッジは民訴部主席裁判官に移行したが、1880年に王座部主席裁判官の第12代準男爵サー・アレグザンダー・コウバーン、財務部主席裁判官サー・フィッツロイ・ケリーが死去すると、民訴部と財務部は1881年に枢密院勅令により王座部に統合され、コールリッジも1880年11月29日に王座部主席裁判官に移行した。

## 一覧

### 1272年以前
- 1217年まで：サイモン・オブ・パティスホール（英語版）[3]
- 1217年 – 1229年：マーティン・オブ・パティスホール（英語版）[3]
- 1229年 – 1233年：サー・トマス・オブ・モルトン（英語版）[3]
- 1233年 – 1234年：ウィリアム・オブ・レイリー（英語版）[3]
- 1234年 – 1236年：サー・トマス・オブ・モルトン（英語版）[3]
- 1236年 – 1244年：ロバート・オブ・レキシントン（英語版）[3]
- 1245年 – 1249年：ヘンリー・オブ・バース（英語版）[3]
- 1249年 – 1256年：ロジャー・オブ・サークルビー（英語版）[3]
- 1256年 – 1258年：ヘンリー・オブ・バース（英語版）[3]
- 1258年 – 1260年：ロジャー・オブ・サークルビー（英語版）[3]
- 1260年 – 1267年：サー・ギルバート・オブ・プレストン（英語版）[3]
- 1267年 – 1272年：マーティン・オブ・リトルベリー（英語版）[3]

### 1272年 – 1500年

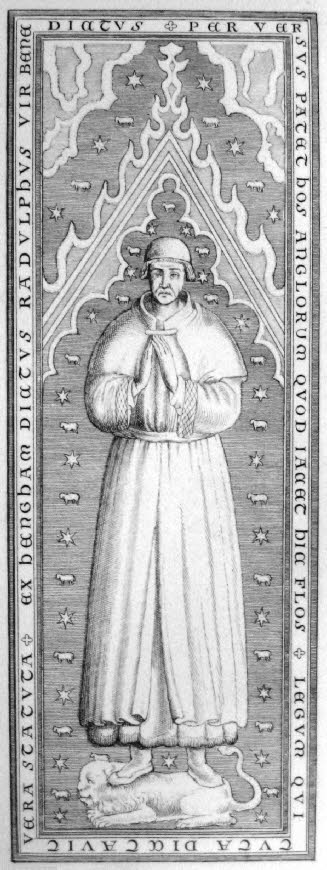
1301年から1309年までの民訴裁判所主席裁判官ラルフ・ド・ヘンガム。ヴァーツラフ・ホラー画、1658年。

- 1272年 – 1274年：サー・ギルバート・オブ・プレストン（英語版）[3]
- 1274年 – 1278年：ロジャー・オブ・シートン（英語版）[3]
- 1278年 – 1289年：サー・トマス・ウェイランド（英語版）[3]
- 1289年 – 1290年：サー・ラルフ・サンドウィッチ（英語版）[3]
- 1290年 – 1301年：ジョン・オブ・メッティンガム（英語版）[3]
- 1301年 – 1309年：ラルフ・ド・ヘンガム（英語版）[3]
- 1309年 – 1326年：サー・ウィリアム・ベレフォード（英語版）[3]
- 1326年：ハーヴィー・ド・スタントン（英語版）[3]
- 1327年 – 1329年：サー・ウィリアム・ハール（英語版）[3]
- 1329年 – 1331年：サー・ジョン・ストーナー（英語版）[3]
- 1331年 – 1333年：サー・ウィリアム・ハール（英語版）[3]
- 1333年：サー・ヘンリー・ル・スクロープ（英語版）[3]
- 1333年 – 1335年：サー・ウィリアム・ハール（英語版）[3]
- 1335年 – 1341年：サー・ジョン・ストーナー（英語版）[3]
- 1341年 – 1342年：サー・ロジャー・ヒラリー（英語版）[3]
- 1342年 – 1354年：サー・ジョン・ストーナー（英語版）[3]
- 1354年 – 1356年：サー・ロジャー・ヒラリー（英語版）[3]
- 1356年 – 1371年：サー・ロバート・ソープ（英語版）[3]
- 1371年 – 1374年：サー・ウィリアム・フィンチデン（英語版）[3]
- 1374年 – 1388年：サー・ロバート・ビールクナップ（英語版）[3]
- 1388年 – 1395/1396年：サー・ロバート・チャールトン（英語版）[3]
- 1396年 – 1413年：ウィリアム・サーニング（英語版）[3]
- 1413年 – 1420年：サー・リチャード・ノートン（英語版）[3]
- 1423年 – 1436年：サー・ウィリアム・バビントン（英語版）[3]
- 1436年 – 1439年：サー・ジョン・ジュイン（英語版）[3]
- 1439年：ジョン・コッテスモア（英語版）[3]
- 1439年 – 1448年：サー・リチャード・ニュートン（英語版）[3]
- 1449年 – 1461年：サー・ジョン・プライソット（英語版）[3]
- 1461年 – 1471年：サー・ロバート・ダンビー（英語版）[3]
- 1471年 – 1500年：サー・トマス・ブライアン（英語版）[3]

### 1500年 – 1660年

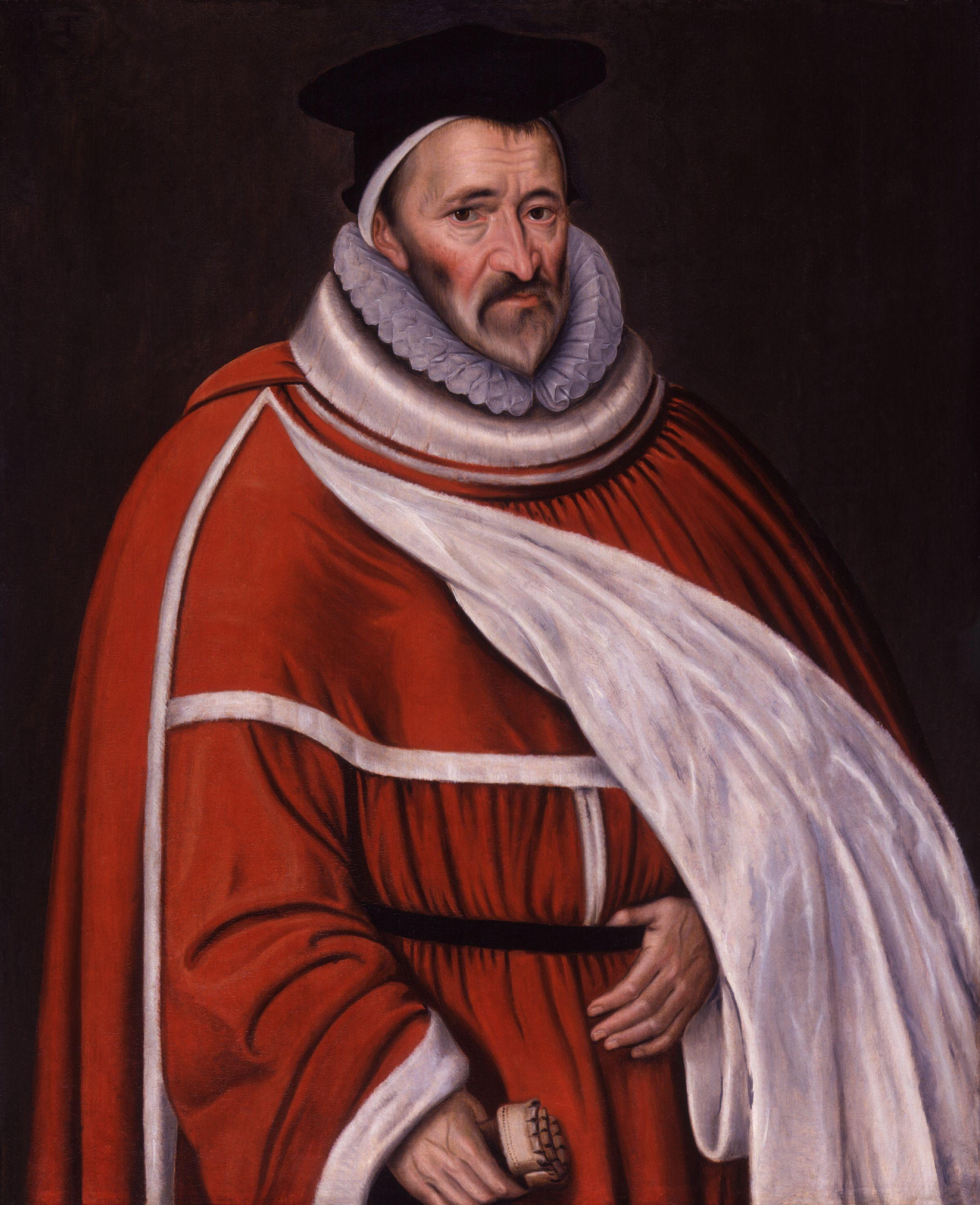
1582年から1605年までの民訴裁判所主席裁判官サー・エドマンド・アンダーソン。

- 1500年 – 1502年：サー・トマス・ウッド（英語版）[3]
- 1502年 – 1506年：サー・トマス・フロウィック（英語版）[3]
- 1506年 – 1519年：サー・ロバート・リード（英語版）[3]
- 1519年 – 1520年：サー・ジョン・アーンリー（英語版）[3]
- 1520年 – 1530年：サー・ロバート・ブルーデネル（英語版）[3]
- 1530年 – 1535年：サー・ロバート・ノリッジ（英語版）[3]
- 1535年 – 1545年：サー・ジョン・ボールドウィン（英語版）[3]
- 1545年 – 1553年：サー・エドワード・モンタギュー（英語版）[3]
- 1553年 – 1554年：サー・リチャード・モーガン（英語版）[3]
- 1554年 – 1558年：サー・ロバート・ブルック（英語版）[3]
- 1558年 – 1559年：サー・アンソニー・ブラウン（英語版）[3]
- 1559年 – 1582年：サー・ジェームズ・ダイヤ（英語版）[3]
- 1582年 – 1605年：サー・エドマンド・アンダーソン（英語版）[3]
- 1605年：サー・フランシス・ガウディ（英語版）[3]
- 1606年 – 1613年：サー・エドワード・クック[3]
- 1613年 – 1625年：初代準男爵サー・ヘンリー・ホバート（英語版）[3]
- 1626年 – 1631年：サー・トマス・リチャードソン（英語版）[3]
- 1631年 – 1634年：サー・ロバート・ヒース（英語版）[3]
- 1634年 – 1640年：サー・ジョン・フィンチ（英語版）[3]
- 1640年 – 1641年：サー・エドワード・リトルトン（英語版）[3]
- 1641年 – 1644年：サー・ジョン・バンクス（英語版）[3]
- （議会派の任命）1648年 – 1660年：オリバー・シンジョン[3]

### 1660年 – 1880年

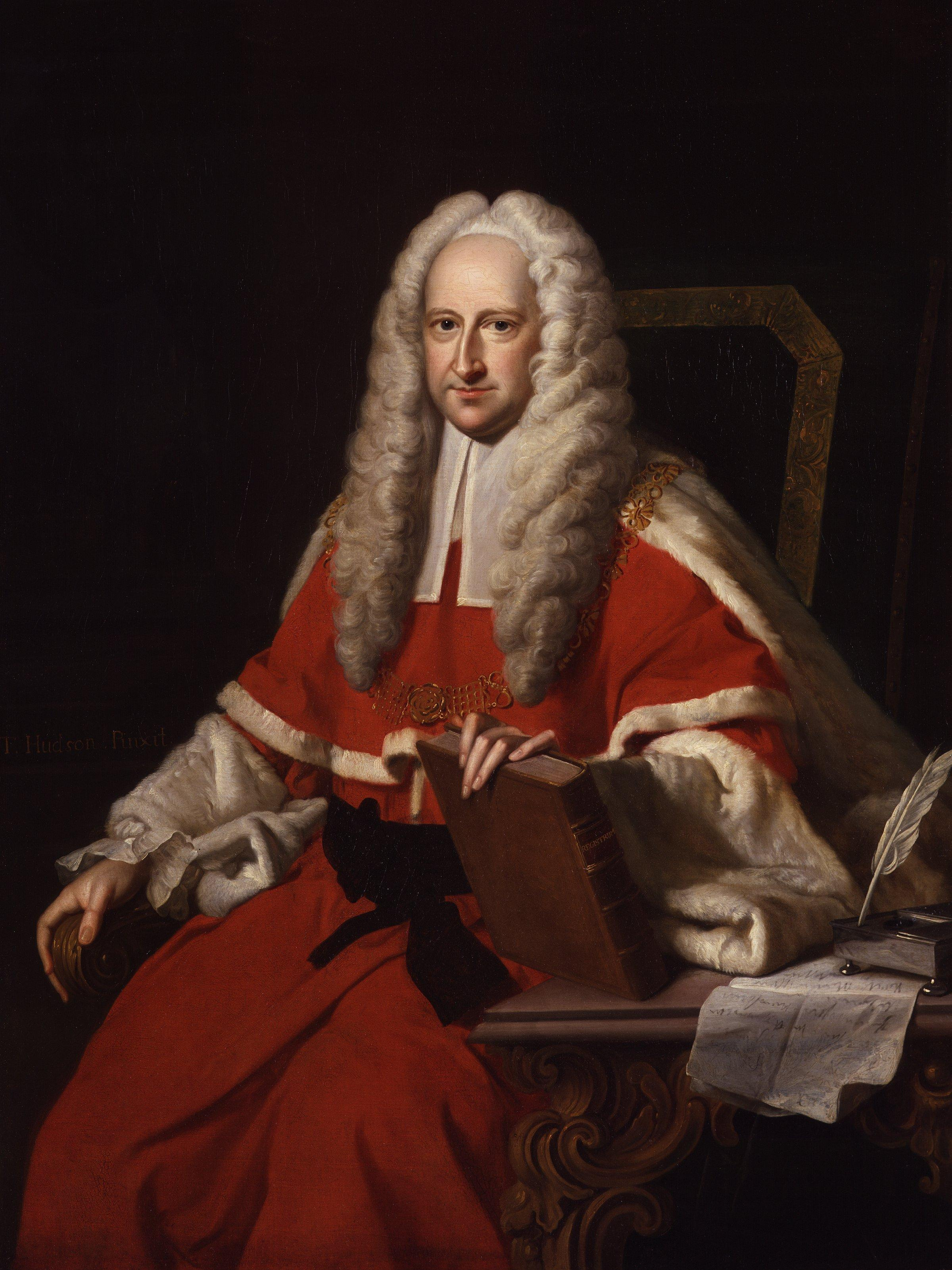
1737年から1761年までの民訴裁判所主席裁判官サー・ジョン・ウィリス。トマス・ハドソン画、1744年。

- 1660年 – 1667年：初代準男爵サー・オーランド・ブリッジマン（英語版）[3]
- 1668年 – 1674年：サー・ジョン・ヴォーン（英語版）[3]
- 1675年 – 1682年：サー・フランシス・ノース（英語版）[3]
- 1683年：サー・フランシス・ペンバートン（英語版）[3]
- 1683年 – 1686年：サー・トマス・ジョーンズ（英語版）[3]
- 1686年 – 1687年：サー・ヘンリー・ベディングフィールド（英語版）[3]
- 1687年：サー・ロバート・ライト（英語版）[3]
- 1687年 – 1689年：サー・エドワード・ハーバート（英語版）[3]
- 1689年 – 1691年：サー・ヘンリー・ポレックスフェン（英語版）[3]
- 1692年 – 1700年：サー・ジョージ・トレビー（英語版）[3]
- 1701年 – 1714年：サー・トマス・トレヴァー[3]（1712年、トレヴァー男爵に叙爵）
- 1714年 – 1725年：サー・ピーター・キング[3]
- 1725年 – 1735年：サー・ロバート・エア（英語版）[3]
- 1736年 – 1737年：サー・トマス・リーヴ（英語版）[3]
- 1737年 – 1761年：サー・ジョン・ウィリス（英語版）[3]
- 1762年 – 1766年：サー・チャールズ・プラット[3]（1765年、カムデン男爵に叙爵）
- 1766年 – 1771年：サー・ジョン・アードリー・ウィルモット（英語版）[3]
- 1771年 – 1780年：サー・ウィリアム・ド・グレイ[3]
- 1780年 – 1793年：初代ラフバラ男爵アレグザンダー・ウェッダーバーン[3]
- 1793年 – 1799年：サー・ジェームズ・エア（英語版）[3]
- 1799年 – 1801年：初代エルドン男爵ジョン・スコット（英語版）[3]
- 1801年 – 1804年：初代アルヴァンリー男爵リチャード・アーデン（英語版）[3]
- 1804年 – 1814年：サー・ジェームズ・マンスフィールド（英語版）[3]
- 1814年 – 1818年：サー・ヴィカリー・ギブス（英語版）[3]
- 1818年 – 1824年：サー・ロバート・ダラス（英語版）[3]
- 1824年：サー・ロバート・ギフォード（英語版）[3]
- 1824年 – 1829年：サー・ウィリアム・ベスト（英語版）[3]
- 1829年 – 1846年：サー・ニコラス・カニンガム・ティンダル（英語版）[3]
- 1846年 – 1850年：サー・トマス・ワイルド（英語版）[3]
- 1850年 – 1856年：サー・ジョン・ジャーヴィス（英語版）[3]
- 1856年 – 1859年：第12代準男爵サー・アレグザンダー・コウバーン（英語版）[3]
- 1859年 – 1866年：サー・ウィリアム・アール（英語版）[3]
- 1866年 – 1873年：サー・ウィリアム・ボヴィル（英語版）[3]
- 1873年 – 1880年：初代コールリッジ男爵ジョン・コールリッジ（英語版）[3]
  - 1880年11月29日、王座部主席裁判官に移行[3]